# Кендзежин-Козле (станция)
Кендзежин-Козле (пол. Kędzierzyn Koźle) — товарно-пассажирская станция в городе Кендзежин-Козле, в Опольском воеводстве Польши. Имеет 5 платформ и 9 путей. Относится по классификации к категории C, т.е. обслуживает от 300 тысяч до 1 миллиона пассажиров ежегодно.
Станция на железнодорожной линии до Ополе была построена в населённом пункте Кендзежин (нем. Kandrzin, Кандрцин), но под названием «Козель» (нем. Cosel) в 1845 году, когда деревня Кендзежин и соседний город Козле (нем. Cosel, Козель) были в составе Королевства Пруссия. Города Кендзежин и Козле были объединены в 1975 году и с этого времени станция носит присутствующее название.
Теперь станция Кендзежин-Козле обслуживает переезды на линиях: 
- Кендзежин-Козле — Ополе,
- Катовице — Кендзежин-Козле — Легница,
- Кендзежин-Козле — Рацибуж — Халупки,
- Кендзежин-Козле — Стшельце-Опольске — Ключборк.